# Katarina av York
Katarina av York, född 1479, död 1527, grevinna av Devon, var en engelsk prinsessa, dotter till kung Edvard IV av England och Elisabet Woodville. Hon gifte sig före oktober 1495 med William Courtenay, 1:e earl av Devon, och var mor till Henry Courtenay, 1:e markis av Exeter.

## Biografi
Katarina förlovades 28 augusti 1479 med Spaniens tronföljare prins Johan av Aragonien, men förhandlingarna pågick fortfarande vid faderns död 1483 och slutfördes aldrig. I november 1487 kom hennes svåger Henrik VII av England överens med Jakob III av Skottland om att hon skulle gifta sig med Jakobs andre son James Stuart, hertig av Ross, samtidigt som hennes mor skulle gifta sig med Jakob III själv. Även dessa planer övergavs då Jakob avled 1488. 
Hon gifte sig med William Courtenay någon gång före oktober 1495, då paret är bekräftade som gifta. År 1511 blev hon änka och avlade då ett frivilligt kyskhetslöfte i närvaro av Londons biskop Richard FitzJames 13 juli 1511. Hon ska ha haft ett gott förhållande till sin systerson Henrik VIII, som gav henne en säker inkomst.